# Jeskyně mrtvých netopýrů
Jeskyně mrtvých netopýrů (slovensky Jaskyňa mŕtvych netopierov) patří mezi nejrozsáhlejší a nejvýznamnější vysokohorské jeskyně na Slovensku. Nachází se v centrální části hřebene Nízkých Tater v Ďumbierském vysokohorském krase (1750 m n. m.) v katastru města Brezno. Relativně malý, do hloubky zvrásněný vápencový masiv Kozích hřbetů dosahuje délky 2 km a šířky jen 300 m, skrývá ve svých útrobách množství chodeb v 14 doposud známých poschodích a dvou paralelních větvích.
Jeskyně dosahuje celkovou délku 20 195 m a hloubku 324 metrů. Největší podzemní prostora jeskyně se jmenuje Bystrický dóm a nachází se v 7. poschodí v hloubce 180 m skoro přímo pod Chatou generála M. R. Štefánika, jeho objem dosahuje 52 500 m3 a plocha je větší než u fotbalového hřiště. Za svůj název vděčí jeskyně množství netopýřích kostiček v mnoha částech jeskyně až 6 000 let starých.
Jeskyně je zpřístupněná formou speleologické vůdcovské služby Speleoklubem Slovakia.

## Přístup k jeskyni
Přístup k jeskyni je možný z jižní strany od obce Bystrá (autem nebo autobusem z Podbrezové či z Brezna) na Trangošku. Z Trangošky pěšky horským chodníkem směrem k Chatě generála M. R. Štefánika, k odbočce k jeskyni trvá výstup asi hodinu. Vchod leží v nadmořské výšce 1520 m n. m.
Časově náročnější trasy vedou z Chopku (tam je možné vyjet lanovkou ze Srdiečka nebo z Jasné) a z Liptovského Jána přes Chatu M. R. Štefánika.

## Zajímavosti
Mezi zajímavosti v jeskyni patří výskyt vulkanických hornin křídového věku vevrásněných do vápencového souvrství. Objevují se v jeskyni na mnoha místech, kde na sebe upozorňují červenohnědou nebo zelenou barvou. Vulkanická hornina obsahuje krystaly křemene a bělorůžové acháty. V okrajových částech jeskyně se nacházejí kosterní pozůstatky kun, medvědů či kozy.
Jeskyně má průměrnou teplotu +3,5 °C, avšak některé v zimě zaledňované části dosahují celoroční průměrné teploty jen +1 °C. Proudění vzduchu díky otevřenosti systému dosahuje 5 m/s.

## Chráněné území
Jaskyňa mŕtvych netopierov je národní přírodní památka ve správě příspěvkové organizace Správa slovenských jeskyní. Nachází se v okrese Brezno v Banskobystrickém kraji. Území bylo vyhlášeno v roce 2001. Ochranné pásmo nebylo stanoveno.